# Régmúlt idők elbeszélése
A Régmúlt idők elbeszélése, hagyományos nevén Nesztor-krónika, a Kijevi Rusz első és legjelentősebb évkönyve, amely körülbelül 850-től 1110-ig terjedően örökíti meg Kelet-Európa eseményeit. A mű célja, hogy bemutassa a rusz állam eredetét, Kijev első fejedelmeit és az állam kialakulását. A szöveg többféle változatban maradt fenn, és bár hagyományosan Nesztor szerzeteshez kötik, valójában több szerző munkája. A krónika a kijevi fejedelmi udvar és az egyház szempontjai szerint készült el, végső formáját II. Vlagyimir uralkodása (1113–1125) idején nyerte el. A mű kiemelkedő jelentőségű Kelet-Európa középkori történetének kutatásában. Részletesen beszámol a varégok megjelenéséről, a kereszténység felvételéről, valamint a ruszok kapcsolatáról más népekkel, köztük a magyarokkal is. Alapvető forrásnak számít a keleti szlávok, valamint a különböző finnugor és balti törzsek történetének vizsgálata szempontjából is. Mivel sem az eredeti krónika, sem a legrégibb ismert másolatok nem maradtak fenn, a mű eredeti tartalmának rekonstruálása jelentős nehézségekbe ütközik.

## Elnevezése
A mű eredeti címe óegyházi szláv nyelven Повѣсть времяньныхъ лѣтъ (átírásban: Povest vremyannykh let), amelynek jelentése: „Régmúlt idők elbeszélése”. A mű címe a bevezető mondatból származik, amely így hangzik: „Ezek a régmúlt idők elbeszélései Rusz földjének eredetéről, Kijev első fejedelmeiről, és arról, hogy Rusz földje milyen forrásból indult el.” A modern szláv nyelvekben többféle változata ismert: oroszul Повесть временных лет (Povest vremennykh let), ukránul Повість врем'яних літ (Povist vremyanykh lit), belaruszul Апавесць мінулых часоў (Apavesc minulykh casou). Latin betűs átírásban a név gyakran Povest vremyanikh let formában szerepel, a nemzetközi szakirodalomban pedig a PVL rövidítés terjedt el. A magyar nyelvű irodalomban különböző elnevezésekkel találkozhatunk, például Régmúlt idők elbeszélése, Elmúlt idők krónikája, illetve Nesztor-krónika vagy Nyesztor-krónika, utalva arra, hogy a hagyomány szerint a végleges szövegváltozat összeállítója Nesztor kijevi szerzetes volt.

## Keletkezése
A mű első kiemelkedő kutatója A. A. Sahmatov szerint az orosz évkönyvírás az 1020-as években kezdődött a kijevi fejedelmi udvar eseményeinek feljegyzésével. 1037–39 között Kijev a metropolita székhelye lett, az itt tevékenykedő szerzetesek pedig a helyi feljegyzéseket kiegészítették a szlávok történetére vonatkozó adatokkal, amelyeket főleg görög szerzőktől vettek át. Így létrejött az 1030-as évek végén az évkönyv első változata (Drevnyejsij kijevszkij szvod, vagy más néven Drevnyejsaja kijevszkaja letopisz). Ezzel majdnem egyidőben, 1050-ben készült el az ősi Novgorodi évkönyv, a Drevnyejsaja novgorodszkaja letopisz. A két évkönyvíró műhely között kapcsolat volt. Az 1060-as évektől Kijevben az évkönyvíró műhely áttevődött a barlangkolostorba. 1073-ban készült el az új változat (Kijev-Pecserszkij szvod vagy Pervaja Kijevo-pecserszkaja letopisz), amelyet Nyikon nevéhez kötnek, aki szerkesztője és részben szerzője volt az évkönyvnek. Nyikon alakította a művet évkönyvjellegűvé, ő tagolta évek szerint.  Nyikon halála után az évkönyvet tovább írták, 1095-ben elkészült az újabb variáns (Nacsalnij szvod vagy Vtoraja Kijevo-pecserszkaja letopisz). Ebben felhasználták a görög Georgiosz Monakhosz (György barát) krónikáját is. 1113-ban, amikor a Kijevi Ruszt már kezdték szétszakítani a belső hatalmi harcok, az orosz egység szellemében, azt hirdetve megszületett a Régmúlt idők krónikája. Az évkönyv összeállítója, és részben szerzője is, Nyesztor volt. Nyesztor nevéhez valószínűleg más művek is fűződnek, így a Feodoszij-legenda és a Borisz és Gleb legenda egyik változata is. Az évkönyv eredeti, 1113-ban elkészült változatának vége nem maradt fenn az akkor már zavaros politikai viszonyok miatt. 1116-ban II. Vlagyimir kijevi nagyfejedelem, az utolsó kiemelkedő kijevi uralkodó új befejezést íratott a vidubecki kolostor vezetőjével, Szilveszter apáttal. Ez a változat maradt fenn az 1377-ben összeállított Lavrentyij, más néven Laurentius-kódexben, ami az északoros évkönyvírás emléke. Az szöveg 1116-os változata után 1118-ban, ugyancsak a vidubecki kolostorban egy ismeretlen szerzetes újabb változatot készített, amely az 1116-os kézirat kevés változtatást tartalmazó másolata. Ez az Ipatyjev (Hypatius)-kódexben maradt fenn, amely dél-orosz évkönyvgyűjtemény. Az Ipatyjev-kódex a Régmúlt idők krónikája után a Kijevi évkönyvet, majd az 1292-es évvel záródó Halics–volhiniai évkönyvet tartalmazza. A kódexben az Őskrónikát az 1305-ig vezetett Szuzdali évkönyv követi.
Sahmatov véleményétől részben eltér D. Sz. Lihacsov és B. A. Ribakov elmélete. Lihacsov szerint az évkönyv alapját a folklórhagyományok alkották – a kiemelkedő hősökhöz, történelmi személyekhez kapcsolódó történetek. Ezeket I. Jaroszláv uralkodása idején írták le. Ezek az elbeszélések, amelyek most is olvashatók az évkönyvben, egészültek ki az események lejegyzésével. Ribakov szerint az első évkönyvi adatot 867-ben jegyezték föl, és 996–997-ben már összeállt az első évkönyv. Az évkönyvírók a kijevi Tized-templomban dolgoztak Anasztáz belgorodi püspök irányításával. Az évkönyvírás kezdeményezője Vlagyimir (Vlagyimir Szvjatoszlavics) fejedelem nagybátyja, Dobrinya bojár volt. Ribakov I. I. Szreznyevszkij gondolatait fejlesztette tovább. Szreznyevszkij szerint a 10. század végén már létezhetett valamilyen krónika vagy évkönyv az orosz történelemről. Erről Ribakovhoz hasonlóan vélekedett M. N. Tyihomirov és L. V. Cserepnyin is. A kutatók többsége Sahmatov véleményét fogadja el.

## Szerkezete
A Régmúlt idők elbeszélése két fő szerkezeti egységre tagolható. Az első részben az elbeszélések datálatlanul, évszámok nélkül szerepelnek, míg a későbbi bejegyzések már kronológiai sorrendben, évszámokkal ellátva követik egymást. Az időrendet a bizánci időszámítás alapján vezették: a kijevi szerzetesek számítása szerint a világ teremtésétől Krisztus születéséig 5508 év telt el, így az évkönyv évszámai ehhez a számításhoz igazodnak.

## Magyar vonatkozásai
A Kijevi Rusz és a Magyar Királyság, pontosabban a két uralkodóház közötti kapcsolatok egyik legfontosabb forrása a 12. század elején keletkezett Régmúlt idők elbeszélése (PVL). Magyar vonatkozású részeit a kijevi nagyfejedelmi udvar hagyományainak fényében, a magyar krónikák szórványos adatainak tükrében érdemes vizsgálni. A PVL következetesen „ugoroknak” nevezi a magyarokat. A krónika bevezető, datálatlan részében megjelennek a Kárpátok mint Ugor-hegyek, a fehér-ugorok és a fekete-ugorok (ez utóbbi alatt Árpád fejedelem honfoglaló magyarjait érti). Az események időrendbe rendezése után több dátumhoz is kapcsolódnak magyar vonatkozások:
- 6390 (882): egy „magyar hely” (Ugorszkoje) kerül említésre Kijev mellett.
- 6406 (898): a magyarok (ugri) elvonulnak Kijev mellett, átkelnek a Kárpátokon (Ugors’kia), elűzik a volohokat (frankokat), és megszállják a szlávok földjét.
- 6410 (902): a magyarok támogatják Bölcs Leó császárt a bolgárok ellen.
- 6442 (934): a kalandozó magyarok (ugre) megtámadják Konstantinápolyt (Cárgrád).
- 6451 (943): újabb magyar (ugri) támadás Konstantinápoly (Cárgrád) ellen.
- 6477 (969): említés történik a magyarországi ezüst és lovak fontos szerepéről a fekete-tengeri kereskedelemben.
- 6504 (996): I. Vlagyimir nagyfejedelem békében él „a magyar Istvánnal” (Stefanom Ugr’skym).
- 6523 (1015): I. Vlagyimir nagyfejedelem Borisz nevű fiát meggyilkolják, és vele együtt magyar származású szolgáját, Georgij Ugrint is; Szvjatoszlav nevű fiát a Magyar hegyekben (k gorĕ Ugor’stĕj - Kárpátok) ölik meg.
- 6605 (1097): Kálmán király vereséget szenved Peremisl alatt.
- 6607 (1099): újabb említés Kálmán vereségéről.
- 6612 (1104): Álmos herceg feleségül veszi Predszlavát.
- 6619 (1111): II. Vlagyimir nagyfejedelem győzelmének híre eljut Magyarországra.
- 6620 (1112): Kálmán király feleségül veszi Eufémiát.

### Fehér és fekete magyarok
A fehér-magyarok (fehér-ugorok, ugri bĕlii) és fekete-magyarok (fekete-ugorok, ugri černii) megnevezések több középkori forrásban is előfordulnak, de értelmük hosszú ideig vita tárgyát képezte. A Régmúlt idők elbeszélése (PVL) esetében a történészek mára tisztázták a jelentésüket. A krónika fekete-ugorok néven Árpád fejedelem honfoglaló magyarjait említi, akik a 9. század végén, Oleg fejedelem uralkodása alatt tűnnek fel a történetben.
A fehér-ugorok elnevezése ezzel szemben nem az eredeti szöveg része, hanem egy 12. századi szláv szerző későbbi betoldása. Ez a szerző egy bizánci történeti forrás alapján írt, amely a 7. századi Nyugati Türk Birodalom harcosairól szólt. A görög szöveg azt mesélte el, hogyan segítettek a türkök Hérakleiosz császárnak a Szászánida Birodalom ellen vívott háborúban. A probléma abból fakadt, hogy a 12. századi Bizáncban a „türk” nevet már a magyarokra alkalmazták – Magyarországot ebben az időben Turkiának nevezték. A krónikás tehát tévesen azt hitte, hogy a 7. századi türkök is a magyarokat jelentik. Mivel a saját korában a magyarokat „ugoroknak” hívták a szláv nyelvű forrásokban, a régi görög szöveg „türk” népnevét automatikusan „ugor”-ként fordította. Ahhoz, hogy megkülönböztesse a két – általa azonosnak gondolt, de időben távoli – csoportot, az egyikre a „fehér”, a másikra a „fekete” jelzőt alkalmazta. Így keletkezett a fehér-ugorok elnevezése, amely valójában félreértésen alapul: a krónikás a 7. századi türköket és a 12. századi magyarokat tévesen egyazon népként kezelte.

## Finnugor vonatkozások

A finnugor és szamojéd népek mai elterjedési területei Északkelet-Európában és Nyugat-Szibériában.

A mű összeállítói részletes értesülésekkel rendelkeztek a Kijevi Rusz területén és közvetlen környezetében élő nem szláv népekről. Az évkönyv bevezetője többek között a balti és finnugor törzsek pontos felsorolását tartalmazza. Az események évenkénti leírásában e népek rendre megjelennek, jellemzően mint valamely fejedelmi hadsereg segédcsapatai. A krónika emellett számos, személyes beszámolókon alapuló, reális és meseszerű elemeket ötvöző történetet is megőrzött ezekről a közösségekről.

### A Kijevi Rusz terjeszkedésének korai szakasza (859–980)
A krónika első időrendi egységét a 859 és 980 közötti események alkotják. Ebben az időszakban a Novgorod környéki, a Baltikumhoz tartozó, valamint a mai Oroszország középső részén fekvő (például Rosztov környéki) finnugor és balti népek még saját népnevükön szerepelnek. Ez arra utal, hogy a finnugor területek felé irányuló orosz terjeszkedés a Balti-tenger felől indult meg, elsősorban vízi útvonalakon keresztül: Beloozero, a Néva és a nagy tavak (Ladoga-, Onyega- és Fehér-tó), míg Rosztov és Murom a Volga mentén volt elérhető. Ebben az időszakban a keleti szláv törzsek – például a krivicsek és a drevljánok– szintén saját nevükön szerepelnek. A krónika nem tesz éles különbséget szláv és nem szláv népek között: bár időnként etnikai sajátosságokra is utal, minden említett közösség az uralkodó egyenrangú alattvalójaként jelenik meg. A hatalmi szervezet ekkor még épít a hagyományos, valószínűleg törzsi struktúrákra; a hadjáratok során a segédcsapatokat rendszerint ezek a helyi törzsek állították ki – függetlenül attól, hogy őslakos vagy már letelepedett szláv közösségről volt szó. A krónika a 882. évnél számol be arról, miként terjesztette ki Oleg a hatalmát Kijevre. Kíséretében ugyanazok a Balti-tenger és a Felső-Volga mellékének finnugor törzsei tűnnek fel, akik már korábban is szerepeltek: csúdok, merják és vepszék. Az időszak azzal zárul, hogy Oleg városokat alapít, jelezve a rusz államiság újabb szakaszát, noha a krónika még nem tükrözi a társadalomszerkezet átalakulásait. Oleg továbbra is törzsi alapon szervezi seregeit, amikor Bizánc ellen vonul, finnugor szövetségesei – köztük a csúdok és merják – ebben a hadjáratban is részt vesznek.

### A finnugor hadjáratok és városalapítások kora (1030–1042)
Az átmeneti időszakhoz az 1030 és 1042 közötti események tartoznak. Ebben az időben változások történtek a finnugor–rusz viszonyban, amelyek az évkönyv szövegében is nyomon követhetők. Míg korábban a varégok által leigázott csúdok a rusz fejedelmek megbízható katonai szövetségesei voltak, az 1030-as bejegyzés már arról tudósít, hogy I. Jaroszlav hadjáratot indított a csúdok ellen. Ez arra utal, hogy különböző csúd közösségekről lehet szó: Jaroszlav olyan területeket hódított meg, amelyek korábban nem tartoztak Novgorod fennhatósága alá. A győzelem után megalapította Jurjev városát és kolostorát. A hódítási törekvések folytatódtak: 1042-ben Jaroszlav támadást vezetett a jamok – feltehetően a finnek häme törzse – ellen. Valószínű, hogy mindkét hadjárat célja a kereskedelmi útvonalak biztosítása volt. A területszerzés ezzel egy időben hatalmi szerkezeti átalakulást is jelez: előtérbe került a városalapítás mint uralmi eszköz. A krónika más részeiben is említ városalapításokat, amelyek mögött gazdasági célok álltak. A városok egyszerre váltak az iparos-kereskedő réteg működésének színtereivé és a fejedelmi udvarok adóbevételeinek forrásává.

### Asszimiláció és társadalmi átalakulás a 11. század végén (1071–1103)
A második kronológiai egység az 1071 és 1103 közötti időszakot öleli fel. Ekkorra a városok megalapítása és megerősödése a rusz–finnugor viszonyt is új szintre emelte. A mű ettől az időszaktól kezdve már nem törzsi neveken, hanem városnevek alapján hivatkozik a közösségekre. Míg a 9. században például muromákról vagy vepszékről ír, később már novgorodiakként, kijeviekként vagy moszkvaiakként említi az adott csoportokat. A népnevek eltűnése nem feltétlenül jelenti a finnugor lakosság eltűnését. Inkább arra utal, hogy törzsi eredetű társadalmi szerkezetük fokozatosan háttérbe szorult. Egyes vezetőik beilleszkedtek a rusz hatalmi rendszerbe, vazallusként megőrizve korábbi státuszuk egy részét, mások viszont elveszítették jelentőségüket, és a köznép soraiba süllyedtek. A 11. század közepétől egyre erőteljesebb rusz–finnugor keveredés feltételezhető a Novgorod és Ladoga környéki csúdok, a beloozerói vepszék, a Rosztov térségében élő merják, valamint a muromi muromák és a közéjük települő rusz népesség között. A népnevek visszaszorulása az asszimiláció mellett a társadalmi fejlődés előrehaladását is jelzi. A városok lakossága ebben az időszakban kezdett társadalmi rétegekbe szerveződni, amely már nemcsak az urbánus kereskedőket és iparosokat, hanem a környező földműves, állattartó és erdőlakó közösségeket is érintette. A megerősödött városok – Novgorod, Ladoga, Beloozero, Rosztov – politikailag is önállóbbá váltak: képesek voltak fegyveres erőt kiállítani, fejedelmet hívni vagy elűzni. Ezekben a közösségekben a finnugor őslakosság gyakran egyenrangú félként volt jelen, ugyanakkor ez a közös életforma felgyorsította asszimilációjukat is. A keveredés révén a rusz lakosság fokozatosan megismerte az őslakók kultúráját, szokásait és hagyományait.

### Keleti terjeszkedés és új népekkel való kapcsolatfelvétel (1096–1110-es évek)
A harmadik kronológiai szakasz az 1096-os jugriai utazás említésével kezdődik, és az évkönyv befejezéséig tart. A krónika ebben az időszakban új, korábban nem szereplő északkeleti népekről tesz említést, ami a rusz terjeszkedés folytatódását jelzi kelet és északkelet felé. A krónika utal arra is, hogy Novgorod befolyása ekkoriban már ezekre a távoli területekre is kiterjedt. Ebből arra lehet következtetni, hogy Novgorod érdeklődése és tájékozódása az európai északkelet felé ezekben az években erősödött fel. Később, amikor más fejedelmi központok is megkísérelték kiterjeszteni befolyásukat e térségre, a novgorodiak elsőbbségi igényekkel léptek fel. A pecsorák, jugorok és szamojédek említése miatt sorolható ez az időszak a krónika harmadik finnugor vonatkozású kronológiai fázisába. Az új népekkel való kapcsolatfelvétel során hasonló társadalmi viszonyok figyelhetők meg, mint korábban a csúdok, vepszék, merják és muromák esetében: a krónika ezeket a közösségeket önálló egységként kezeli és név szerint említi. A krónika arról is beszámol, hogy Jaroszláv, Murom fejedelme, 1103-ban hadjáratot indított a mordvinok ellen, ám vereséget szenvedett. A mordvinok ezzel első ízben jelennek meg a műben, ami tovább erősíti azt a képet, hogy a rusz terjeszkedés a 11. század végén újabb, korábban ismeretlen finnugor népekkel hozta kapcsolatba a fejedelemséget. A keleti irányú terjeszkedés jelei már az 1080-as években megfigyelhetők lehettek. A volgai bolgárok valószínűleg tudomást szereztek a rusz törekvésekről, és 1088-ban támadást intéztek Murom városa ellen. A bolgárok számára Murom stratégiailag veszélyes pontnak számított, mivel onnan kiindulva a rusz fejedelmek elérhették a mordvin és távolabbi bolgár területeket.

## A mű szerepe a román történetírásban

### „Volohok” (vlachok) a krónikában
A Gesta Hungarorum mellett a román történetírás egyik leggyakrabban idézett forrása a Régmúlt idők krónikája (vagy Nesztor-krónika). A román történeti narratíva szerint a mű alátámasztja a dák–római folytonosság elméletét, vagyis azt, hogy a románság – középkori nevükön vlachok – már a magyar honfoglalás előtt is Erdélyben élt. Ezt a krónika egyik részére alapozzák, amely szerint a magyarok a „volohok” (vlachok) és a szlávok ellen harcoltak, amikor a Kárpát-medencébe érkeztek.
Az idézet szerint a vlachok nem őslakosként, hanem a szlávok után érkező hódítóként jelennek meg a Kárpát-medence területén, bár a krónika nem határozza meg pontosan, hogy annak melyik részére vonatkozik az elbeszélés. Az idézet szövegrész két történelmi eseményt örökít meg: a 8. század végén lezajlott frank hadjáratot az avarok ellen, valamint a honfoglaló magyarok dunántúli területfoglalását. A Frank Birodalom a verduni szerződés következtében 843-ban három részre szakadt, létrehozva többek között a Keleti Frank Királyságot. Hinkmar reimsi érsek 863-ban, valamint a Sváb évkönyvek (Annales Alamannici) 864-ben is feljegyezték, hogy a magyarok támadást intéztek a keleti frankok ellen. A Frank Királyság keleti és középső területeiből később kialakult a Német-római Birodalom, így az ezekhez kapcsolódó események Anonymus Gesta Hungarorum című művében is megjelennek, ahol azonban a keleti frankokat már rómaiakként említi a szerző.

A krónika több más helyen is említi a vlachokat, ezek a részek azonban gyakran kimaradnak a román történeti értelmezésekből. A krónika egy másik alkalommal is említi a vlachokat, ezúttal földrajzi összefüggésben, amikor a Balti-tenger mentén élő népeket, és azok elhelyezkedését írja le:
A szöveg szerint a varégok (vikingek) a Balti-tengertől keletre és nyugatra is éltek, nyugaton egészen az „angolok és volohok földjéig”. Mivel a szerző így a vlachok földjét az angolokhoz közeli, nyugati területre helyezi, ez kizárja, hogy a „voloh ”népnév a középkori románokra vonatkozna. A nyugati irányban említett varégok feltehetően a normannokat jelentik, akik Észak-Franciaországban telepedtek le, és nevükről kapta nevét Normandia is (a „normann” jelentése: északi ember). Érdekesség, hogy Wales és Vallónia neve ugyanabból a germán *walhaz (idegen) szóból származik, mint a szláv „voloh” kifejezés, amelyet a krónika az újlatin nyelvű népekre alkalmaz. A mű egy harmadik helyen is megemlíti a vlachokat, ezúttal az ismert világ népeinek felsorolása során. Ez a rész a mű elején található, ahol a szerző Jáfet leszármazottai közé sorolja őket más nyugati népekkel együtt, ami fontos támpontot nyújt a népnév földrajzi és kulturális értelmezéséhez.
A felsorolás nem véletlenszerű, hanem földrajzi rend szerint halad: a népeket északról dél felé, nyugatról keleti irányban sorolja fel, rendszerint szomszédos népcsoportokat egymás közelében említve. Ennek alapján a volohok az angolok és a németek között helyezkednek el, ami kizárja azt az értelmezést, hogy a szerző a kelet-európai vagy balkáni románokat értette volna alattuk. A krónika egy negyedik helyen is megemlíti a vlachokat, ezúttal a Duna menti szlávokkal kapcsolatban. A szöveg szerint a vlachok megtámadták a szlávokat, letelepedtek közöttük, és elnyomták őket, mire a szláv lakosság északra, a Visztula vidékére vándorolt, ahol a „ljah” (lengyel) nevet kapták:
Ez a szövegrész is megerősíti, hogy a mű a vlachokat nem őslakosként, hanem hódítóként ábrázolja. A krónika elbeszélése szerint a vlachok erőszakosan léptek fel a Duna menti szlávokkal szemben, akik emiatt elmenekültek. Ez a történet nem illeszkedik a dák–római folytonosság elméletéhez, és ellentmond annak a román történeti értelmezésnek, amely szerint a vlachok ősi, helyben maradt lakosságként éltek a térségben. A leírt események földrajzi elhelyezkedése sem kapcsolható Erdélyhez, mivel a krónika a Duna menti, majd Visztula-vidéki népmozgásokat említi, nem pedig a Kárpát-medence belső területeit.

### A vlachok kilétéről szóló történészi álláspontok

#### A frankok

A Frank Birodalom 481 és 814 között.

A magyar és a nem román történészek többsége szerint a szövegben szereplő „voloh ”népnév a frankokra utal, akik a 8. század végén elfoglalták a Kárpát-medence nyugati részét, létrehozva a Pannóniai Őrgrófságot, és leigázták az ott élő szlávokat. Ezt a területet a honfoglalás során a magyarok elfoglalták, a frankokat pedig elűzték. Kristó Gyula rámutatott, hogy a Nyesztor-krónikában leírtak ellentétben állnak a dák–római folytonosság elméletével, amely szerint a románok ősei a római kor óta folyamatosan jelen voltak a térségben. Kristó hangsúlyozta, hogy a krónika szerint a vlachok nemcsak a szlávok után érkeztek a Kárpát-medencébe mint hódítók, hanem a magyar honfoglalás során el is űzték őket, így nem maradtak a területen. Ezért – érvelése szerint – nem tekinthetők az erdélyi románság közvetlen elődeinek. Kristó szerint „történelmi tény, hogy a frankok a 8. század végén elfoglalták a Kárpát-medence egy részét, és az ő dunántúli uralmuknak vetett véget a magyar honfoglalás. Így a Nyesztor-krónika volohjai a frankokkal azonosak, amit a voloh név vizsgálata is megerősített.” Gyóni Mátyás szintén amellett érvelt, hogy a műben szereplő vlachok a frankokkal azonosíthatók. Értelmezése szerint a krónikában említett támadás a dunai szlávok ellen a 8. század végére utal, amikor Nagy Károly frank csapatai, valamint fia, az Itáliát uraló Pipin olasz seregei megdöntötték az Avar Kaganátust, és ez hatással volt az ott élő szlávokra is. Gyóni Mátyás nyelvi bizonyítékot is felhozott a frank uralom nyomaira a Kárpát-medencében: rámutatott, hogy ennek az időszaknak az emléke a „király” szavunkban is fennmaradt. A szó nyugati szláv eredetű (szerb-horvát kralj, szlovén kralj, szlovák kráľ), és Nagy Károly germán nevéből (Karl, Karal) származik. A magyar nyelvbe az óhorvát közvetítésével kerülhetett. Ez a nyelvi örökség szerinte azt bizonyítja, hogy a frank hatás a térség szláv lakosságának történeti tudatában is tartós nyomot hagyott. Ludolf Müller német szlavista és irodalomtörténész a vlachokat a frankokkal hozza összefüggésbe. Vlagyimir Petruhin és Dmitrij Rajevszkij értelmezése szerint a krónika szerzője a vlachokat a frankokkal azonosította, amit azzal indokolnak, hogy „для обозначения франков летописец использовал архаичный этникон волохи: франками — фрягами в его времена называли уже генуэзцев” – vagyis a frankokat azért nevezte volohoknak, mert a „frank” (frjag) kifejezés az ő korában már a genovaiakat jelölte. D. Sz. Lihacsov és O. V. Tvorogov szerint „в данном контексте предполагалось, что под волохами летописец имел в виду франков”, vagyis a krónikás ebben az összefüggésben feltehetően a frankokat értette a vlachok alatt. A szakirodalomban több történész – köztük Tamás Lajos, Kniezsa István, Eduard Robert Rösler, Davorin Trstenjak, Aleksey Aleksandrovich Shakhmatov, Georgij Vlagyimirovics Vernadszkij és M. B. Sverdlov – is amellett érvelt, hogy a műben szereplő vlachokat a frankokkal lehet azonosítani.

#### Alternatív elméletek
A krónikában szereplő vlachok kilétével kapcsolatban több eltérő elmélet is született a történetírásban.A 19. századi történetírásban elterjedt egy olyan nézet is, amely szerint a vlachok alatt keltákat, illetve gallokat kell érteni. Az elmélet hívei úgy vélték, hogy a Kr. e. 4–3. században a Duna-vidékre és a Balkánra betörő kelta-gall népcsoportok idézték elő az egységes ősszláv népesség szétszóródását. E nézetet olyan korabeli kutatók képviselték, mint Josef Dobrovský, Jernej Kopitar, Johannes von Müller, Pavel Jozef Šafárik, Mihail Petrovics Pogogyin, Vladimir Ivanovics Lamanszkíj, Ivan Jegorovics Zabelin és Viktor Ivanovics Grigorovics.
A második értelmezési irányzat szerint a „volohok” az ókori rómaiak voltak. Eszerint az egységes dunai ősszláv népesség felbomlását a Kr. u. 2. század elején, Traianus császár Dacia meghódításakor meginduló római betelepítés idézte elő. A volohokban tehát a római legionáriusokat és telepeseket látták olyan 19. századi kutatók, mint Jan Potocki, Alekszandr Kunik, Izmail Ivanovics Szreznyevszkij, August Bielowski, Franciszek Ksawery Dmochowski-Rački, Franz Karl Brun, Nyikolaj Pavlovics Barszov, Konstantin Jireček, Marin Drinov, Karl Jachimowicz Grot, Jelisej Petrovics Pervolf, Vatroslav Jagić, Karl Müllenhoff és Lubor Niederle. Ehhez a felfogáshoz szorosan kapcsolódik a román kontinuitáselmélet, amely a vlachokban már nem csupán a római hódítókat, hanem azok helyben maradt, romanizált utódait, a mai románság elődeit véli felismerni. Ezt a nézetet képviselték többek között Simeon Mangiuca, Alexandru Dimitrie Xenopol, František Sasinek, Nicolae Drăganu, Gheorghe I. Brătianu és Constantin C. Giurescu. Egy ideig August Ludwig Schlözer is ezt az álláspontot vallotta. Gheorghe Popa-Lisseanu pedig már magukat a vlachokat is a mai románok elődeinek tekintette, nem csupán a leszármazottaikat.
Egy kevésbé elterjedt, de szintén megfogalmazott nézet szerint a volohok a longobárdokkal azonosíthatók. E felfogás alapján a szláv népesség széttelepülését a longobárd hódítások idézték elő. Az orosz krónika szerzője – az elmélet szerint – már akkor volohoknak nevezte a longobárdokat, amikor még a Duna vidékén tartózkodtak, mert tudta, hogy később Itáliában telepedtek le, és latin kultúrájú néppé váltak. A longobárd magyarázat legfőbb képviselője egy időben August Ludwig Schlözer volt.
Egyes értelmezések szerint a vlachokban a gétákat vagy a gótokat kell keresni. Az évkönyv vlachjait gétákkal azonosította Nyikolaj Mihajlovics Karamzin és Georgi Dimitrov Balascsev, míg Karl Friedrich Kaulfuss a gótokkal hozta őket kapcsolatba.
Ezeket az elméleteket cáfolja a történettudományi konszenzus, amely szerint a szlávok csak a 7. században jelentek meg a Kárpát-medencében, valamint az is, hogy a krónika az eseményeket világos időrendben tárgyalja, kizárva, hogy a vlach népnév a 6. század előtti népességre – például keltákra, gallokra, longobárdokra, gétákra vagy gótokra – vonatkozna.
Egyes kutatók szerint a vlachokban nem latin vagy germán eredetű népet, hanem a bolgárokat kell felismerni. Ez az értelmezés a műben szereplő vlachokat a bolgár népességgel azonosítja. E nézetet képviselte Johann Thunmann, egy időben August Ludwig Schlözer, valamint Ludwig Albrecht Gebhardi, és Réthy László is.

### A „vlach” kifejezés eredete és használata
A vlach (magyarul: oláh és olasz) szó a germán *walhaz kifejezésből származik, amely eredetileg egy kelta törzsre, majd a kelta és romanizált kelta népekre vonatkozott; jelentése: idegen. A szót a szlávok is átvették, akik kezdetben minden újlatin nyelvet beszélő népcsoportot így neveztek. Idővel a kifejezés jelentése leszűkült, és főként a Balkán-félsziget román nyelvű lakosságának megjelölésére szolgált. A vlach név történeti használata megerősíti ezt: a középkori szláv nyelvek minden újlatin nyelvű népet vlachnak neveztek, így az olaszokat, a franciákat és a románokat is. A vlach megnevezés eredetileg nem etnikai, hanem nyelvi-kulturális jellegű volt. A bizánci és szláv források gyakran nevezték a frankokat „latinoknak” vagy „vlachoknak”, különösen a IV. keresztes hadjáratot követően, amikor latin kultúrájú uralmat hoztak létre a Balkánon. Ennek emlékét őrzik a „frankokrácia” és a „latinokrácia” kifejezések.

### A „zavoloki” szó
A voloh~volohok népnév nem azonos a krónikákban másutt előforduló zavoloki kifejezéssel, amely földrajzi fogalomként „a volokon túl”-t jelent. A régi szláv nyelvben a volok a két hajózható folyó közötti szárazföldi szakaszt jelölte, ahol a csónakokat át kellett vontatni. Ezek az átvonási helyek találkozási pontokká váltak, ahol városok és kereskedelmi központok alakultak ki. Később sok helyen csatornát építettek ezek helyére.

## Az egyes fordítások közötti eltérések
A mű egyes fordításai között komoly eltérések mutatkoznak, amik rendkívül jelentősek mind a magyar, mind a román történelmi narratíva szempontjából. Az 1930-as angol nyelvű kiadás – valószínűleg korabeli nemzetközi politikai érdekektől vezérelve –  a voloh szót hibásan fordította, és figyelmen kívül hagyta azt a tényt, hogy a három helyen szereplő voloh népnév, mindhárom esetben ugyanarra az egy népre vonatkozik. Ezzel szemben az angol változatban három különböző nép jelölésére is használták. A fenti első idézetben, ahol a varégok (és a voloh nép) szállásterületéről esik szó, az angol változat a volohokat "franciáknak" (French) fordítja. A fenti második idézetben, ahol Európa korabeli népei vannak felsorolva, a voloh szó már "olasz" (Italians) jelentéssel jelenik meg. Végül pedig, ahol a magyarok honfoglalásáról esik szó, a voloh szó vlachok (Vlakhs), azaz románok jelentést kapott. A mű mostani orosz nyelven is megjelent Alekszej Sahmatov fordításában, azonban ezt a változatot hiteltelenné teszi az a tény, hogy a fordító saját elgondolásából több helyre is olyan szövegrészleteket illesztett, melyek eredetileg nem voltak ott, például azt a második datálatlan idézetet, amelyben a fehér-magyarok megöröklik a szlávok földjét, kiegészítette a vlach szóval. Ezen okok miatt célszerű az idegen nyelvű fordításokat fenntartással kezelni, és a PVL Lavrentyij-évkönyv 1377. évi szövegének, 1950-ben D. Sz. Lihacsov és B. A. Romanov fordításában megjelent változatából idézni vagy dolgozni. A három fent említett idézet orosz nyelven a következő:
|  | „Ляхи же и пруссы, чудь сидят близ моря Варяжского. По этому морю сидят варяги: отсюда к востоку — до пределов Симовых, сидят по тому же морю и к западу — до земли Английской и Волошской. ” |
|  | |

|  | „Потомство Иафета также: варяги, шведы, норманны, готы, русь, англы, галичане, волохи, римляне, немцы, корлязи, венецианцы, фряги и прочие, — они примыкают на западе к южным странам и соседят с племенем Хамовым. ” |
|  | |

|  | „В год 6406 (898). Шли угры мимо Киева горою, которая прозывается теперь Угорской, пришли к Днепру и стали вежами: ходили они так же, как теперь половцы. И, придя с востока, устремились через великие горы, которые прозвались Угорскими горами, и стали воевать с жившими там волохами и славянами. Сидели ведь тут прежде славяне, а затем Славянскую землю захватили волохи. А после угры прогнали волохов, унаследовали ту землю и поселились со славянами, покорив их себе; и с тех пор прозвалась земля Угорской. ” |
|  | |

A magyar és az angol nyelvű kiadások között további jelentős eltérések vannak. Az ószláv változathoz nagyon hasonló orosz változatban szereplő норманны (normanny) szót a magyar változat norvég jelentésűnek fordítja, szemben az angol normann jelentéssel. Akiket a magyar változat "galicsánoknak" nevez, azt az angol változat spanyoloknak. Az orosz корлязи (korljazi) szó jelentésében is eltérések mutatkoznak. A magyar változat meghagyta karoling jelentésűnek, míg az angol változatban francia jelentést kapott, elkövetve ezzel azt a hibát, hogy két különböző népet, a volohokat és a karolingokat is franciáknak fordít. A korabeli népek elnevezése, és felsorolásuk sorrendje a három nyelvváltozat között:
oroszul: варяги (varégok), шведы (svédek), норманны (normannok), готы (gótok), русь (ruszok), англы (angolok), галичане (galiciaiak), волохи (vlachok), римляне (rómaiak), немцы (németek), корлязи (karolingok), венецианцы (velenceiek), фряги (genovaiak)
magyarul: varégok, svédek (svei), norvégok (urmane), gótok (gote), ruszok (rus’), angolok (agnjane), "galícsánok" (galičane), volohok (volchva), rómaiak (rimljane), németek (nĕmci), karolingok (korljazi), velenceiek (ven’dici), genovaiak (frjagove)
angolul: Varangians (varégok), Swedes (svédek), Normans (normannok), Gotlanders (gótok), Russes (ruszok), English (angolok), Spaniards (spanyolok), Italians (olaszok), Romans (rómaiak), Germans (németek), French (franciák), Venetians (velenceiek), Genoese (genovaiak)
A varégok, svédek, gótok, ruszok, angolok, rómaiak, németek, velenceiek és genovaiak kilétében mindhárom fordítás egyetért.

## Tartalmi kritikák

### A „rusz” mint fogalom jelentése és használata
A mű a russzkaja zemlja (Rusz földje) és a russzkije knyazja (rusz fejedelmek) kifejezéseket használja, amelyek a korszakban nem etnikai, hanem politikai-földrajzi jelentéssel bírtak: A „russzkij” jelző a Rusz államhoz való tartozást fejezte ki, és nem a későbbi orosz, ukrán, ruszin, vagy belarusz nemzeti identitások előképét jelentette.

### Az "óorosz" nyelv és elnevezési kérdések
A keleti szláv krónikák értelmezése során különös figyelmet igényel a modern nemzeti fogalmak használata, mivel a „ruszin”, „orosz”, „ukrán” vagy „belorusz” megjelölések a mai modern nemzeti identitásokat tükrözik, és nem vetíthetők vissza a 11–12. századi viszonyokra. A korszakban még nem léteztek azok a nyelvi és etnikai identitások, amelyek később kialakultak, így az ezekre utaló terminusok anakronisztikusnak tekinthetők. A szakirodalomban elterjedt az „óorosz” elnevezés a Kijevi Rusz korabeli írásbeliség nyelvi megjelölésére. Ez a terminus azt sugallhatja, hogy egy egységes, a mai orosz nyelv közvetlen előzményének tekinthető nyelvről van szó. A jelenlegi nyelvtörténeti kutatások azonban ezt az értelmezést elvetik. Bár a korszakban még nem beszélhetünk teljesen elkülönült keleti szláv nyelvekről, a források, különösen az évkönyvek, már ekkor is mutatnak területi nyelvi eltéréseket. Ezek az eltérések azonban elsősorban dialektusbeli különbségek formájában jelentkeztek, nem pedig önálló nyelvi rendszerek kialakulásaként. A nyelvi differenciálódás határozottabb formában csak a 14. századtól vált érzékelhetővé, amikor a regionális változatokból fokozatosan elkülönültek a későbbi orosz, ukrán, ruszin, és belorusz nyelvek. A korábbi évszázadok nyelvhasználata inkább egy összefüggő nyelvi kontinuumként értelmezhető, amelyben a dialektusok jelen voltak, de még nem alakultak ki élesen elváló nyelvi normák. A „keleti szláv nyelvi egység” eszméje a 19–20. század ideológiai keretei között is megjelent, különösen a cári és szovjet történetírásban, amely az orosz nyelvet és kultúrát állította középpontba, miközben az ukrán és belorusz hagyományokat háttérbe szorította. Ezzel szemben a modern történettudomány a Kijevi Rusz és utódfejedelemségei etnikai és kulturális sokszínűségét hangsúlyozza, ami az utóbbi évtizedek orosz kutatásaiban is egyre nagyobb hangsúlyt kapott. Az „ó-keletiszláv” megnevezést egyes kutatók pontosabbnak tartanák, mivel jobban kifejezi a korszak nyelvi összetettségét, ugyanakkor ez a terminus kevéssé honosodott meg, és használata magyarázatra szorul. A korszak nyelvhasználatának leírására ezért továbbra is az „óorosz” elnevezés használatos, annak tudatában, hogy az nem egy homogén nyelvre, hanem egy többközpontú, dialektális rendszerre utal. Az „óorosz” kifejezés irodalmi használhatóságát Hans Rothe német történész is kétségbe vonta. Felhívta a figyelmet arra, hogy az egyházi központok erős bizánci hatás alatt álltak, és hogy a legkorábbi krónikák csak jóval későbbi másolatokban maradtak fenn. Ezeket a másolatokat a 14–15. századi Moszkvai Nagyfejedelemségben, egy már orosz nyelvű környezetben készítették, így a szövegek nyelvezete az adott kor helyi nyelvi sajátosságait is tükrözi. Mindez hozzájárult ahhoz, hogy az a téves nézet alakuljon ki, mintha a Kijevi Rusz és a korai keleti szlávok közös nyelve a mai orosz nyelv egy korai változata lett volna.

### Az időrend kritikája
A mű több azonosított kronológiai problémája és számos logikai ellentmondása miatt, megbízhatóságát a keleti-szláv történelem kortárs szakemberei széles körben megkérdőjelezték és alapos vizsgálatnak vetették alá. A krónika időrendje több ponton eltér más források, például a Novgorodi első krónika (NPL) és a bizánci irodalom kronológiájától. Előfordul, hogy a mű önmagának is ellentmond: a narratív és a kronológiai részek között feszülő eltérések arra utalnak, hogy azokat különböző szerzők írhatták. Több kutató – köztük Alekszej Sahmatov (1897), Mihail Nyikolajevcs Tyihomirov (1960), Jakov Szolomonovics Lurje (1970) és Constantin Zuckerman (1995) – arra a következtetésre jutott, hogy a 9–10. századi dátumokat nem eredetileg, hanem csak a 11. században illesztették be a szövegbe, kivéve azokat, amelyeket közvetlenül Georgiosz Monakhosz krónikájából vettek át. Az elbeszélések megbízhatóságával kapcsolatos első kételyeket Nyikolaj Mihajlovics Karamzin vetette fel Az orosz állam története (История государства Российского) című, 1816-ban megjelent művében, ahol a krónika kronológiájának következetlenségeire és prózai stílusának sajátosságaira hívta fel a figyelmet. Karamzin megfigyelései nyomán a filológiai vizsgálatok további szerkesztési és kompozíciós gyengeségekre is rávilágítottak. Alekszej Sahmatov orosz filológus már korán felismerte, hogy a krónika már a nyitó évszámnál kronológiai hibát tartalmaz. A szöveg szerint Rusz földjének első említése 852-re (6360. év) esik, III. Mikhaél bizánci császár trónra lépésének idejére. Ezzel szemben a bizánci történetíró, Ióannész Szkülitzész adatai alapján a császár 842-ben, tehát egy évtizeddel korábban kezdte uralkodását. Sahmatov szerint az ilyen ellentmondások részben abból fakadnak, hogy a kijevi fejedelmek krónikaírói tudatosan alakították át az évkönyveket politikai céljaik érdekében. A Régmúlt idők elbeszélését Sahmatov olyan irodalmi műként jellemezte, amely az egyház és az államhatalom erőteljes befolyása alatt állt. Władysław Duczko szerint a krónika többszöri szerkesztése és átdolgozása során az egymással ellentétes információkat elhagyták, míg bizonyos, elvárt, de hiányzó elemeket utólag alkottak meg.

### Egyéb kritikák
Dmitrij Lihacsov szerint a krónika jelentős mennyiségű utólagos betoldást tartalmaz, amelyek megbontják az elbeszélés logikai menetét. Úgy véli, a szöveg értelmezését nehezíti, hogy több szerző és szerkesztő dolgozott rajta különböző célokkal, valamint az is, hogy a régi keleti szláv nyelvből való fordítása jelentős kihívásokat okoz. Lihacsov egyúttal arra is felhívta a figyelmet, hogy kevés olyan ország van, amelynek történelmét annyi ellentmondásos mítosz övezi, mint Oroszországét, és kevés olyan nép, amely oly sokféleképpen értelmezi saját múltját, mint az orosz. Igor Nyikolajevics Danyilevszkij orosz történész szerint a krónika elsősorban az események vallási jelentésének hangsúlyozására törekedett, nem pedig a tényleges történeti körülmények pontos bemutatására. Ennek következtében a szöveg jelentős része korábbi, vallási tartalmú művekből – különösen bizánci forrásokból és a Bibliából – merített. A szereplőket gyakran bibliai alakokkal azonosították, és olyan tulajdonságokat vagy cselekedeteket ruháztak rájuk, amelyek nem feltétlenül tükrözik a történeti valóságot. Olekszij Petrovics Tolocsko ukrán történész megerősítette azt a korábbi kutatók által is megfogalmazott álláspontot, miszerint a krónika tartalma nagyrészt fikció. Értelmezése szerint bizonyos történeteket – például a Rurikidák kijevi hatalomátvételének narratíváját – tudatosan alkották meg annak érdekében, hogy múltbeli eseményeket értelmes és koherens történelmi forgatókönyvbe illesszenek. Tolocsko a krónikát irodalmilag értékes műnek tekinti, de úgy véli, hogy történeti forrásként megbízhatatlan, és nem indokolt továbbra is a múltról alkotott képünket annak tartalmára alapozni. Horace Lunt, a Harvard Egyetem nyelvésze hangsúlyozta, hogy a krónikában szereplő elbeszélések értelmezése során elengedhetetlen elismerni a spekuláció szerepét, különösen a szövegben található logikai ellentmondások fényében. Paul Bushkovitch, a Yale Egyetem történésze szerint a krónika szerzője elsősorban az uralkodói hatalmat szolgálta, és olyan politikai narratívát alakított ki, amelyben fejedelmeket és népeket azonosított, de egyúttal komoly történeti zűrzavart is hátrahagyott. Felhívja a figyelmet arra, hogy a krónika elbeszélései számos ponton ellentmondanak a skandináv forrásoknak és a régészeti leleteknek. Példaként említi, hogy Skandináviában nem maradtak fenn olyan mondák az oroszországi viking hadjáratokról, amelyek hasonlóak lennének az Izland vagy a Brit-szigetek meghódításáról szóló hagyományokhoz. Bushkovitch szerint a krónikát politikai célú konstrukciónak kell tekinteni, és történeti hitelessége csak fenntartással kezelhető.

## Szövegkiadások és fordítások

### Magyar nyelven
A magyar történettudomány már a 19. század végén felismerte az orosz évkönyvek, köztük a Poveszty vremennih let (PVL) forrásértékét. Pauler Gyula német nyelvű kiadás alapján hivatkozott a szövegre, Hodinka Antal pedig 1916-ban közölt magyar vonatkozású részleteket, amelyek hosszú időn át kézikönyvként szolgáltak a középkorkutatásban. Az első teljes magyar nyelvű fordítást Ferincz István készítette el 2015-ben, aki évtizedeken át oktatta a krónikát a Szegedi Tudományegyetemen. A fordítás alapjául a Lavrentyij-kódex 1377. évi változata szolgált, melyet a Szovjetunió Tudományos Akadémiája 1950-ben adott ki D. Sz. Lihacsov és B. A. Romanov közreadásában. Ferincz szövegét a legújabb orosz kiadások (1978, 2007) is befolyásolták. A kiadás különlegessége, hogy a fordítás gazdag jegyzetapparátussal és kommentárokkal együtt jelent meg, amelyet Ferincz egykori tanítványai és neves középkorkutatók – köztük Font Márta – készítettek. Font a történeti értelmezéshez járult hozzá, míg a fordítás nyelvi és tartalmi finomításában több szakértő is részt vett.

### Egyéb nyelveken
- Повесть временных лет (Povest’ vremennykh let) (orosz nyelven) ford.: D. S. Lihacsov, O. V. Tvorogov:. Szentpétervár: Vita Nova (2012). ISBN 978-5-93898-386-1